# روحانی‌گرایی

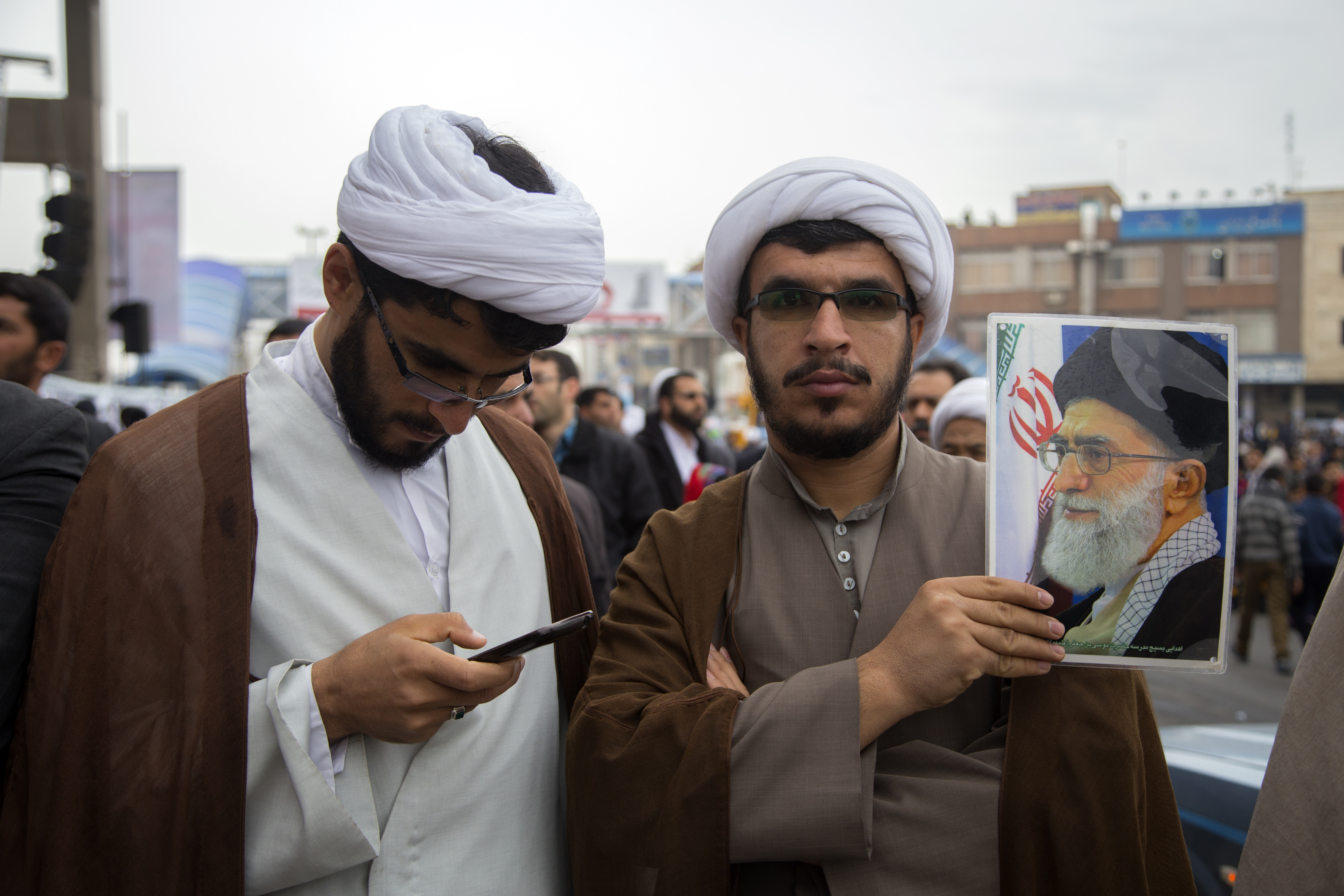
دو روحانی در ایران. در ایران، روحانیت دارای جایگاه سیاسی است.

روحانی‌گرایی (همچنین شناخته می‌شود: آخوندگرایی، دین‌یارگرایی، کشیش‌گرایی) به معنای استفاده از یک دین‌یار و متخصص دین، در اموری دیگر، همانند امور اجتماعی، امور سیاسی و فرهنگی است. این معنا معمولاً به گرفتن پست‌های دولتی و کشوری توسط روحانیون و دین‌یارها اشاره دارد.
در جامعه غربی پس از اتفاقات حاصل از روحانی‌گرایی در اروپا، به ویژه با اشاره به اتفاقات فرانسه، از بازگشت روحانی‌گرایی به اجتماع ترس وجود دارد و تفکر همگانی بر این است که روحانی‌گرایی باعث ایجاد فساد و سوءاستفاده از قدرت خواهد شد. به نحوی که روحانی تلاش می‌کند با استفاده از قدرت دینی (اشاره شده: کلیسایی) خود، آزادی‌های فردی و اجتماعی را از بین ببرد.

## نظر اجمالی

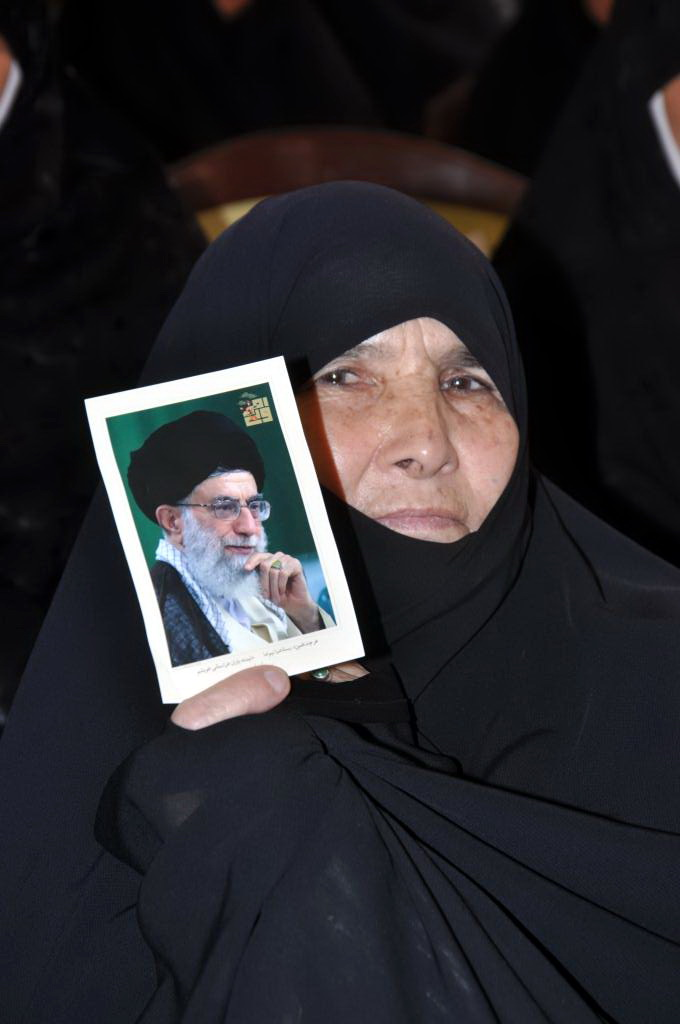
از زنان طرفدار سید علی خامنه‌ای

به شکلی ابهام آور، اغلب از روحانیت برای نشان دادن کلیسا (مراکز دینی) استفاده می‌شود و جامعه جهانی بر این باور است که روحانیت دارای ارادت بیش از حد به جنبه‌های نهادی یک دین که به شکلی دلخواه سازمان یافته، است. همچنین جامعه جهانی باور دارد روحانیون معمولاً بیش از حد بر دیدگاه‌های مخالف حمله می‌کنند و در صورت قدرت گرفتن روحانیت، احتمال دارد کلیه موضوعات جامعه، حتی مواردی که ممکن است خارج از صلاحیت دین باشد، توسط روحانیت یا هواداران آن‌ها مورد بررسی قرار گیرد تا برای جامعه تصمیم بگیرند. البته این احتمال توسط بسیاری از کارشناسان رد شده‌است. به صورت کلی، دربارهٔ روحانی‌گرایی، سیاست و تاثیرش بر اجتماع و آینده مردم بحث‌های بسیاری شده‌است که ممکن است باتوجه به پیش‌زمینه‌های فکری و سیاسی کارشناسان، نتایج متفاوتی داشته باشند. به شکل کلی، جامعه جهانی با روحانی‌گرایی موافق نیست و این پس از آشکار شدن جنایات جنسی حاصل از روحانی‌گرایی، بیشتر از پیش ثابت شد. جوامع و کارشناسان غربی بر این عقیده هستند که روحانیت تأثیر بیش از حدی در جامعه دارد و نیاز است که اصلاح شود. با وجود تمام مباحث انجام شده، در طول تاریخ همیشه کشورهایی دچار روحانی‌گرایی شده‌اند.

## روحانی‌هراسی
در جامعه غربی پس از اتفاقات حاصل از روحانی‌گرایی در اروپا، به ویژه با اشاره به اتفاقات فرانسه، از بازگشت روحانی‌گرایی به اجتماع ترس وجود دارد و تفکر همگانی بر این است که روحانی‌گرایی باعث ایجاد فساد و سوءاستفاده از قدرت خواهد شد. به نحوی که روحانی تلاش می‌کند با استفاده از قدرت دینی (اشاره شده: کلیسایی) خود، آزادی‌های فردی و اجتماعی را از بین ببرد. همچنین روحانی‌گرایی توسط شمار بالایی از کارشناسان عامل ترویج بسیاری از جنایات علیه بشریت و جنایات جنسی بوده‌است.

### محدودیت فعالیت در مراکز دینی
بحث‌های بسیاری حتی دربارهٔ محدودیت فعالیت روحانیون در مراکز دینی و خارج از سیاست انجام شده‌است؛ به نحوی که بسیاری معتقد هستند روحانیون از طریق فعالیت در تنها مراکز دینی هم می‌توانند روحانی‌گرایی در جامعه ایجاد کنند. این نظریه باعث ممنوعیتی برای روحانیون نشده‌است.

## پشتیبانی از روحانی‌گرایی
به عنوان مثال، روحانی‌گرایی توسط رهبر انقلاب ۱۳۵۷ ایران پشتیبانی شده‌است.